# كلويشيفسكايا سوبكا

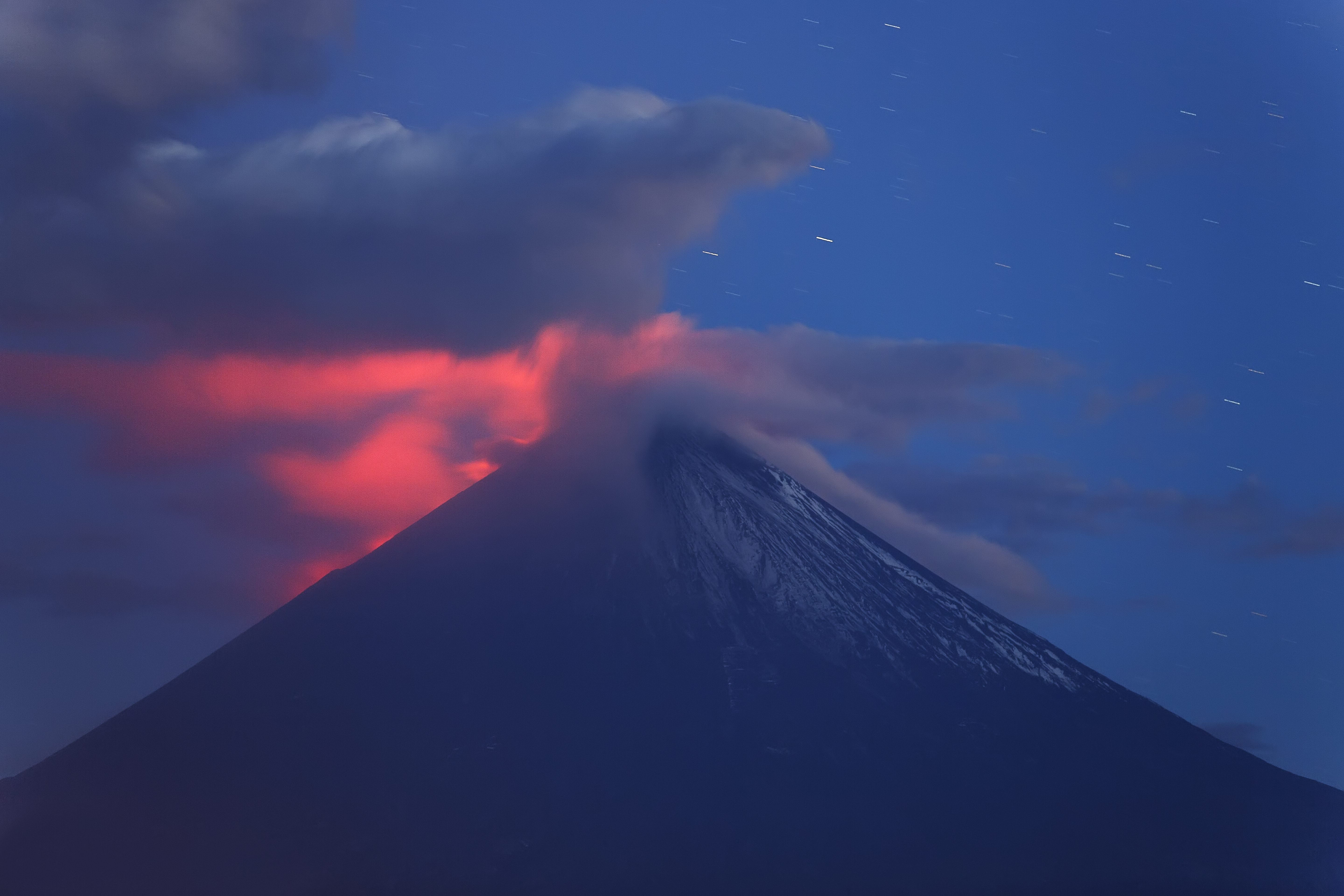
بركان كليوشيفسكايا سوبكا

كليوشيفسكايا سوبكا (الروسية: Ключевская сопка؛ المعروف أيضا باسم كليوشيفسكوا، الروسية: Ключевской) هو بركان طبقي يقع في منطقة كامتشاتكا في أقصى شرق روسيا، وهو أعلى جبل في منطقة شبه جزيرة كامتشاتكا بروسيا وأعلى بركان نشط من منطقة أوراسيا حيث يبلغ ارتفاعه 4.75 كيلومتر. له حافات مخروطة حادة ومتناظرة حوالي 100 كيلومتر من بحر بيرينغ.  البركان هو جزء من البراكين الطبيعية من كامتشاتكا اليونسكو موقع التراث العالمي.
أول نشاط سجل في كليوشيفسكايا في عام 1697، بركان كليوشيفسكايا سوبكا كان نشط بشكل مستمر تقريبا منذ ذلك الحين، كذلك الحال مع العديد من البراكين المجاورة له. وقد صعدت الحمم منه لأول مرة في عام 1788 منذ ذلك الحين لم يسجل أي صعود أخر للحمم حتى عام 1931، عندما قُتل عدة متسلقين بسبب الحمم الطائرة على الحفف. كما لا تزال هناك مخاطر مماثلة إلى حد اليوم، يتم إجراء عدد قليل من التسلقات في جبل البركان. في 2025 ضرب زلزال شبه جزيرة كامشاتكا 2025 واثار بركان كليوشيفسكايا شوبكا من ادى الى ارتفاع الحمم مئات الامتار .